# Dennis Nutt
Dennis Clay Nutt  (nacido el 25 de marzo de 1963 en Little Rock, Arkansas) es un exjugador de baloncesto estadounidense. Con 1.88 de estatura, jugaba en la posición de escolta. Desde 2011 es el entrenador principal de los Ouachita Baptist Tigers de la NCAA.